# Ils étaient quatre à table
Ils étaient quatre à table — Death in Fives Boxes, dans l'édition américaine — est un roman policier de John Dickson Carr publié en 1938, sous le pseudonyme de Carter Dickson. 
C'est le 8e roman de la série mettant en scène le personnage de Sir Henry Merrivale. Le docteur Sanders sera l'un des personnages principaux d'un roman ultérieur, Le lecteur est prévenu (1939), dans lequel sera de nouveau évoquée la jolie Marcia Blystone.

## Résumé
Un soir, le jeune docteur Sanders accepte d'accompagner la jolie Marcia Blystone, fille d'un chirurgien de renom, trop inquiète de se rendre seul à l'appartement de l'homme d'affaires Felix Haye où elle doit retrouver son père. Les pressentiments de la jeune femme sont validés quand les nouveaux arrivés découvrent dans le salon quatre corps inanimés. Le chirurgien Blystone, l'égyptologue Bernard Schumann et la célèbre critique d'art Bonita Sinclair sont simplement endormis par un empoisonnement à l'atropine, mais Felix Hayes a également reçu une blessure mortelle causée par une lame effilée.  
L'enquête, sans pouvoir expliquer comment les invités ont été intoxiqués, révèle que le mort, peu auparavant, avait déposé chez son avocat cinq petites boîtes à n'ouvrir qu'à son décès. Or, la nuit du crime, le domicile a été cambriolé et de précieux objets ont disparu. Sir Henry Merrivale, qui s'intéresse de près à l'affaire, a tout lieu de croire que l'assassin est également l'auteur du cambriolage, mais dans quel but ?

## Éditions
Édition originale en anglais
- (en) Carter Dickson, Death in Fives Boxes, New York, Morrow, 1938

Éditions françaises
- (fr) Carter Dickson (auteur) et Mme J.-P. Dubois (traducteur), Ils étaient quatre à table [« Death in Fives Boxes »], Genève, Ditis, coll. « Détective-club - Suisse no 11 », 1945
- (fr) Carter Dickson (auteur) et Mme J.-P. Dubois (traducteur) (trad. de l'anglais), Ils étaient quatre à table [« Death in Fives Boxes »], Paris, Nouvelles Éditions Oswald, coll. « Le Miroir obscur no 60 », 1983, 184 p. (ISBN 2-7304-0197-0, BNF 34761400)
- (fr) John Dickson Carr (auteur) et Mme J.-P. Dubois (traducteur), Ils étaient quatre à table [« Death in Fives Boxes »], Paris, Librairie des Champs-Élysées, coll. « Le Masque no 2024 », 1990, 187 p. (ISBN 2-7024-0293-1 (édité erroné), BNF 35286863)
- (fr) John Dickson Carr (auteur) et Mme J.-P. Dubois (traducteur) (trad. de l'anglais), Ils étaient quatre à table [« Death in Fives Boxes »], « in » J.D. Carr, vol. 4 - Sir Henry Merrivale (1937-1940), Paris, Librairie des Champs-Élysées, coll. « Les Intégrales du Masque. », 1993, 1215 p. (ISBN 2-7024-2448-1, BNF 35770882) Ce volume omnibus réunit les romans suivants : La police est invitée, La Flèche peinte, Ils étaient quatre à table, Le lecteur est prévenu, Eh bien, tuez maintenant !, Impossible n'est pas anglais ; et la nouvelle L'Homme au masque de fer  Cette dernière édition publie la traduction originale de Ils étaient quatre à table dans une version revue et corrigée.

## Sources
- Jacques Baudou et Jean-Jacques Schleret, Les Métamorphoses de la chouette, Paris, Futuropolis, 1986, p. 57.
- Roland Lacourbe, John Dickson Carr : scribe du miracle. Inventaire d'une œuvre, Amiens, Encrage, 1997, p. 79-80.